# Antje Dertinger
Antje Dertinger (* 1940) ist eine deutsche Schriftstellerin.

## Leben
Antje Dertinger wuchs in Norddeutschland auf und lebt heute im Rheinland. Sie war zuerst als Tageszeitungs- und Zeitschriftenredakteurin tätig, bevor sie sich aufs Bücherschreiben konzentrierte. Sie ist Mitglied im Verband deutscher Schriftstellerinnen und Schriftsteller und war von April 1998 bis April 2002 und von Mai 2006 bis September 2008 eine der Landesvorsitzenden in Nordrhein-Westfalen. Im Mai 2009 gründete sie gemeinsam mit anderen ehemaligen VS-Landes- und Bezirksvorstandsmitgliedern den Verband „Aktion unabhängiger Rhein-Ruhr-Autoren e. V.“
Ihre Arbeitsschwerpunkte als Sachbuchautorin sind die Geschichte der Arbeiterinnenbewegung, die Geschichte des Widerstandes gegen den Nationalsozialismus und die Geschichte der Bundesrepublik anhand von Frauen-Porträts und Biografien.

## Schriften (Auswahl)
- Auf Wiedersehen in Manhattan. Tatsachenroman, Berlin 2013.
- „So würde ich noch einmal leben“ – Aufzeichnungen, Einleitung, Bearbeitung und Herausgabe der Lebenserinnerungen von Susanne Miller, Bonn 2005
- Schenk mir deinen Namen. Scheinehen zwischen Menschlichkeit und Kriminalität. Dietz: Bonn 1999.
- Heldentöchter. Dietz, Bonn 1997.
- Die drei Exile des Erich Lewinski. Bleicher: Gerlingen 1995.
- Ein Flugticket für Grandma Rosy. Jugendbuch. Bitter, Recklinghausen 1993. (auch Rowohlt: Reinbek 1996.)
- Europa für Frauen. Latka, Bonn 1994.
- Frauen der Ersten Stunde. Aus den Gründerjahren der Bundesrepublik, Latke, Bonn 1989, ISBN 3-925068-11-2 (Fischer Taschenbuch, Frankfurt am Main 1999).
- Der treue Partisan. Ein deutscher Lebenslauf. Dietz, Bonn 1989.
- Weisse Möwe, Gelber Stern. Das kurze Leben der Helga Beyer. Dietz, Bonn 1987.
- Elisabeth Selbert. Eine Kurzbiographie. Hessisches Frauenministerium: Wiesbaden 1986.
- „… und lebe immer in eurer Erinnerung“. Johanna Kirchner, eine Frau im Widerstand (zus. mit J. v. Trott). Dietz, Bonn 1985.
- Dazwischen liegt nur der Tod. Leben und Sterben der Sozialistin Antonie Pfülf. Dietz, Bonn 1984.
- Weiber und Gendarm. Vom Kampf staatsgefährdender Frauenspersonen um ihr Recht auf politische Arbeit. Bund-Verlag, Köln 1981.
- Die bessere Hälfte kämpft um ihr Recht. Der Anspruch der Frauen auf Erwerb und andere Selbstverständlichkeiten. Bund-Verlag, Köln 1980.

Beteiligung an Sammelbänden:
- Willy Brandt (Hrsg.): Frauen heute – Jahrhundertthema Gleichberechtigung, Köln 1978.
- Dieter Schneider (Hrsg.): Sie waren die Ersten – Frauen in der Arbeiterbewegung, Frankfurt/M. 1988.
- Walter Lösche, Scholing (Hrsg.): Vor dem Vergessen bewahren – Lebenswege Weimarer Sozialdemokraten, Berlin 1988.
- Asendorf/von Bockel (Hrsg.): Demokratische Wege – Deutsche Lebensläufe aus fünf Jahrhunderten, Stuttgart u. Weimar 1997.
- Alla Pfeffer (Hrsg.): Blick aus dem Fenster Düsseldorf 2006.

## Auszeichnungen
- 1994: Prädikat Besonders empfehlenswert des Gustav-Heinemann-Friedenspreises für Jugendliteratur
- 1993: Jan-Procházka-Jugendliteraturpreis für erstes politisch-historisches Jugendbuch
- 1989: Johanna-Loewenherz-Ehrenpreis für publizistische Arbeiten über „vergessene“ Frauen